# ミルポワ

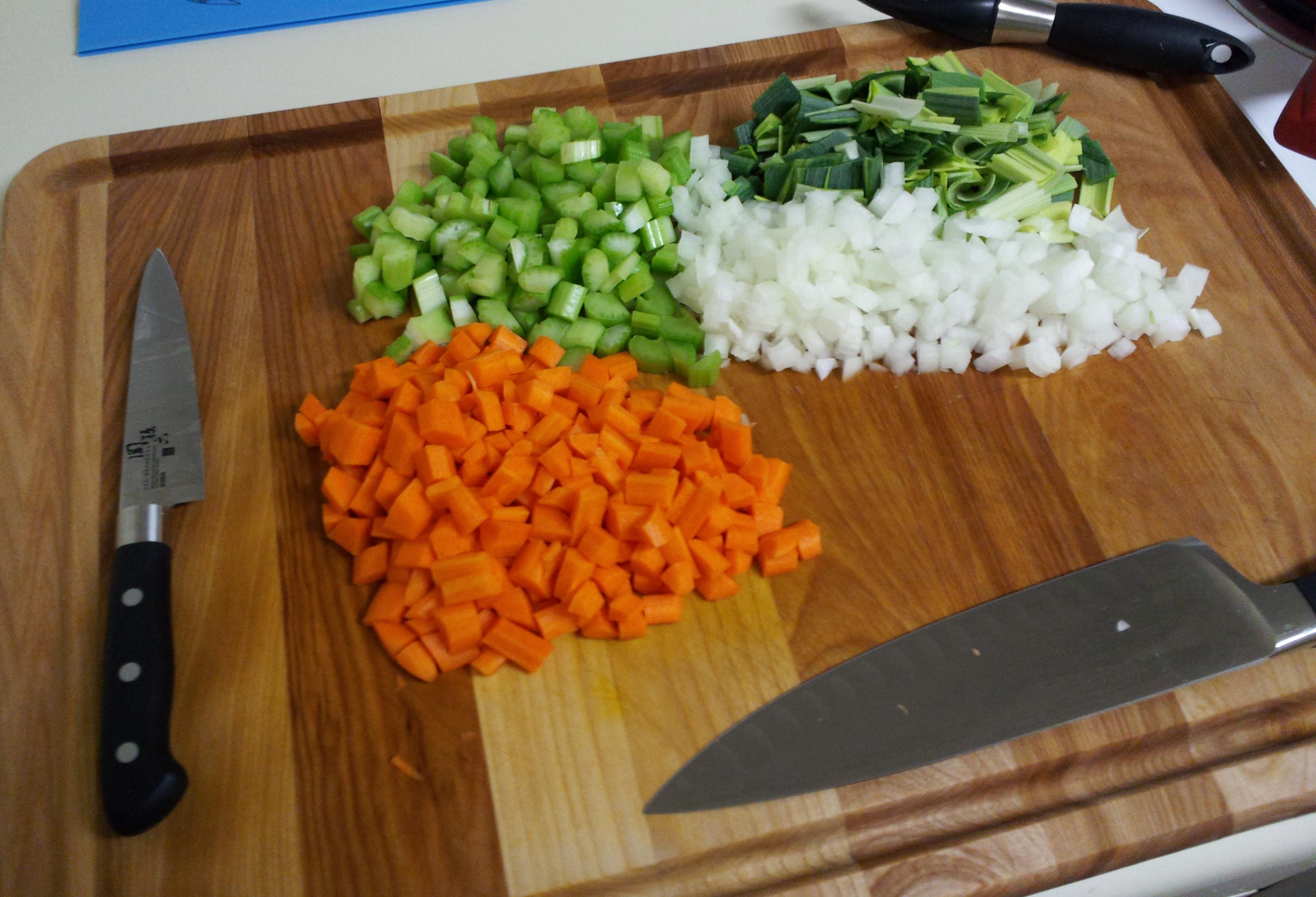
まな板の上に未調理のミルポワ、ネギを加えたもの

ミルポワ（フランス語: mirepoix）とは、さいの目に切った香味野菜を主にバターなどの油脂で弱火で長時間、着色や焦げ目を付けずに炒めたフランス料理にて用いられるフレーバーベース。

## 概要
ミルポワは主に玉ねぎ・人参・セロリの3種類の香味野菜を2（玉ねぎ）:1:1の割合で使われ、フォン、スープ、シチューなどのベースとして幅広く利用される。このほかに料理の要件などによってポワロ（ネギの一種）やきのこなどが使われる場合もある。

## 歴史
調理技術は古くから存在するが、「ミルポワ」の名称が使われるようになったのは18世紀ごろで、この調理技術を確立して安定させたといわれている料理人が仕えていたミルポワ公ガストン・ピエール・シャルル・ド・レヴィ（1699–1757）に由来する。
ピエール・ラルースによると、不幸なミルポワ公は「無能で平凡な人物であった。ルイ15世が彼の妻に抱いた愛情により莫大な財産を得て、彼が残したひとつの名声は、ソースや肉、調味料に彼の名前をつけること」とある。
ミルポワがフランス料理の文献で多く登場するようになったのは19世紀以降であり、18世紀のフランスでミルポワの料理がどのようなものであったかは定かではない。たとえば、アントワーヌ・ボービリエは1814年に「バター、ワインの入ったフォンにニンジン、タマネギ、ブーケガルニの芳香で飾り付けをしたもの」の短いレシピを示しており、アントナン・カレームは1816年にこのレシピを「ミルポワ」と呼んでいる。ジュールズ・グーフェは19世紀半ばにはミルポワを「私がここでそれを使用することを躊躇しないほど長い間使用されている用語」と呼び、古典的ソースの風味づけに使っていた。
ヨーゼフ・ファーブルの著書「Dictionnaire universel de Cuisine（1895年頃、1978年に再版）」にで、この用語を用いてソースを作ったり肉を煮込んだりするときに芳香調味料として使用されるハム、ニンジン、タマネギ、ハーブを混ぜたものを説明している。
1938年のラルース料理大辞典によると、野菜をみじん切りにしたもののほか、それに豚バラ肉、ハムなどのみじん切りを加えたもの、さらに郷土料理の要件やシェフによってはパースニップ、ニンニク、トマト、エシャロット、マッシュルーム、ピーマン、唐辛子、生姜が含まれる場合がある。